# ソニー損害保険
ソニー損害保険株式会社（ソニーそんがいほけん、英: Sony Assurance Inc.）は、東京都大田区蒲田に本社を置く、ソニーグループの損害保険会社。通称はソニー損保。ソニーフィナンシャルグループの完全子会社。
コーポレートスローガンは、"Feel the Difference"～この違いが、保険を変えていく。

## 概要
ISO27001取得。ソルベンシー・マージン比率は789.8%（2023年3月時点）で、健全性の基準となる200%を大きく上回っている。

## 沿革
- 1998年6月：準備会社としてソニーインシュアランスプランニング株式会社を設立。
- 1999年9月：金融再生委員会より損害保険業の免許取得。現社名に変更。
- 2004年4月：ソニーフィナンシャルホールディングス株式会社の設立に伴い、その傘下子会社となる。

## 不祥事
2005年9月27日、損保16社による保険金の大量不払いが発覚した問題で、同社もこの16社のうちに含まれており、その後の2005年11月25日には新たに不払いが確認された10社を合わせた計26社のうちの1社として、金融庁から業務改善命令の行政処分を受けた。

## テレビCM

### イメージキャラクター
現行
- 内田有紀（医療保険「Zippi<ジッピ>」自動車保険 2017年1月 - ）
- 横田栄司・遊井亮子 - 火災保険「小鳥」篇他（2021年1月 - ）
- 日向坂46（下記メンバーのみ出演）
  - 小坂菜緒 - 自動車保険・「DinoScience 恐竜科学博」コラボCM（2021年7月12日から）[2]
  - 金村美玖・加藤史帆・齊藤京子 - 自動車保険（2021年11月14日 - ）[3]
  - 上村ひなの - 自動車保険（2022年11月14日 - ） 小坂と共演。
- 阿部寛（自動車保険 2023年12月28日 - ）

過去
- 甘糟記子（医療保険、2009年11月8日まで）
- 佐藤ありさ（自動車保険、2009年10月まで）
- 瀧本美織（自動車保険、2015年9月24日まで）
  - 「復刻版ミュージカル編」期間限定（2024年10月1日 - ）[4]
- 唐田えりか （自動車保険、2017年7月21日まで）
- Little Glee Monster（自動車保険、「公園のコーラス」篇 2016年2月18日から2016年7月21日まで）
- くりぃむしちゅー（上田晋也・有田哲平）（自動車保険、2016年7月25日から2017年7月21日まで）
- 二代目松本白鸚（自動車保険、2017年7月22日から2021年まで）
- 八嶋智人 - 医療保険SURE<シュア>「シンクロカバ篇・探せばある篇」2018年9月から）
- 池田香織 - 医療保険
- 吉田鋼太郎 - 医療保険SURE<シュア>（2019年9月17日から）
- 役所広司（自動車保険・火災保険）（2021年1月11日 - 2023年12月27日）

### ジングル
基本的にソニーミュージック系列の所属アーティストが担当している。
現在
- 佐藤ミキ（2022年2月18日 - ）[5]
- 遥海（2022年2月18日 - ）[6]

過去
- Little Glee Monster（2016年2月18日 - 2020年）
- Jewel（2021年1月20日 - 2022年）[7]

### 主なスポンサーTV番組
現在
- しゃべくり007（日本テレビ、2020年10月 - ） ※絨毯つきのカラー表示、『ザ!世界仰天ニュース』から移行JCBから引き継いだ。
- スーパーバラバラ大作戦（月 - 水曜）／アメトーーク!（木曜）／金曜ナイトドラマ（金曜）（共にテレビ朝日） ※月 - 水・金曜はアコムと隔日交代、木曜はアイフルと隔週交代[8][9]。
- ラストアイドル（テレビ朝日） - 一時期スポンサー表示。現在PT扱い
- Newsモーニングサテライト（テレビ東京）
- スーパー戦隊シリーズ（テレビ朝日）
- ニンゲン観察バラエティ モニタリング（TBS、2015年4月から）
- がっちりマンデー!!（TBS、2017年4月から）
- アガルアニメ（CBCテレビ制作・TBS系列）
- 土曜はナニする!?（関西テレビ制作・フジテレビ系列）※同業者のセゾン自動車火災（おとなの自動車保険）も提供。ただし、バッティングしないよう、前半と後半入れ替えで行っている。
- デジモンゴーストゲーム（フジテレビ）※『デジモンアドベンチャー:』から続投
- ONE PIECE（フジテレビ、2016年10月から）
- 土曜プレミアム（フジテレビ、2022年10月から） ※『ちびまる子ちゃん』から移動。
- モヤモヤさまぁ〜ず2（テレビ東京、一時降板後、復帰）
- THE フィッシング（テレビ大阪製作・テレビ東京系列）
- 有吉ぃぃeeeee!そうだ!今からお前んチでゲームしない?（テレビ東京系列）
- 乃木坂工事中（テレビ愛知制作・テレビ東京系列）
- 妖怪ウォッチ♪（テレビ東京、2022年9月の半ばは『ちびまる子ちゃん』の移動まで一時期提供していた）
- そこ曲がったら、櫻坂?（テレビ東京）
- 日向坂で会いましょう（テレビ東京）
- DRAMATIC BASEBALL（BS日テレ、プロ野球シーズン中のみ）
- tvkプロ野球中継 横浜DeNAベイスターズ熱烈LIVE（tvk、プロ野球シーズンのみ）
- 吉田類の酒場放浪記（BS-TBS）
- おぎやはぎの愛車遍歴（BS日テレ）

過去
- ザ!世界仰天ニュース（日本テレビ、2015年10月 - 水曜21時枠、2017年4月 - 火曜21時枠 - 2020年9月） ※現在は『しゃべくり007』に移行。後任はパロマとなっている。
- ネオバラエティ（テレビ朝日、月 - 木曜）
- にじいろジーン（関西テレビ制作・フジテレビ系列）
- 超潜入!リアルスコープハイパー（フジテレビ、2014年4月から）
- おーい!ひろいき村（フジテレビ、2015年4月から9月まで）
- めちゃ×2イケてるッ!（フジテレビ、2015年10月から）
- ちびまる子ちゃん（フジテレビ）※後任はいなば食品。
- ゲゲゲの鬼太郎（第6作）（フジテレビ）
- デジモンアドベンチャー:（フジテレビ）※ゲゲゲの鬼太郎（第6作）から続投
- 日曜ファミリア（フジテレビ、2016年4月から）
- たけしのニッポンのミカタ!（テレビ東京）
- 乃木坂って、どこ?（テレビ愛知制作・テレビ東京系列）
- ひらがな推し（テレビ東京）
- 欅って、書けない?（テレビ東京）
- FOOT×BRAIN（テレビ東京）
- プリスクタイム（GO!GO!アトム、エッグカー）（テレビ東京）
- ラジオ時報CM（2017年 - 2018年、JFN系）※土曜14時 - 翌4時、日曜14時 - 各局放送休止 など